# Ahuna Mons

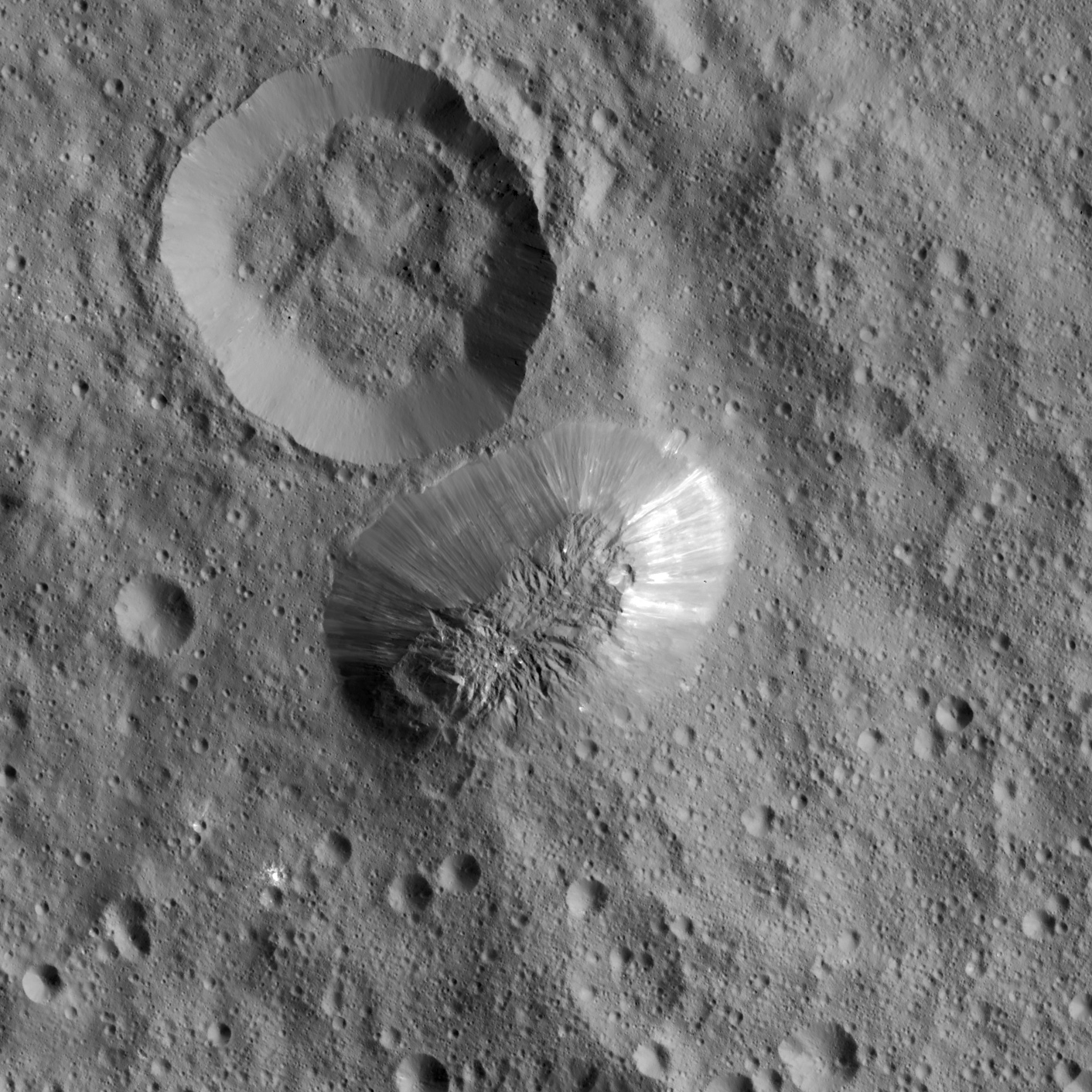
Ahuna Mons. Imagem obtida por Dawn de 385 km acima em dezembro de 2015.

A Ahuna Mons é a maior montanha do planeta anão Ceres. Sua natureza é desconhecida: a montanha é incomum para seu tamanho e localização em uma superfície de outra forma relativamente plana, e os cientistas planetários têm expressado sua "total surpresa" na configuração do pico "único". Ela não é uma característica de impacto, e parece ser a única montanha de seu tipo em Ceres. Raias brilhantes correm de cima para baixo em suas encostas; estas faixas são consideradas para ser sal, semelhante as mais conhecidas manchas brilhantes de Ceres, e provavelmente resultou de atividade criovulcânica do interior de Ceres. a montanha foi nomeada devido ao tradicional festival pós-colheita Ahuna dos Sumi Naga pessoas de Índia.
Esta montanha tem cerca de 6 quilômetros de altura e 15 km de largura na base.

## Descoberta
Uma imagem obtida pela sonda Dawn em órbita ao redor de Ceres em 6 de junho de 2015 mostrou claramente a grande montanha, aparentemente pela primeira vez. No entanto, as imagens anteriores feita pela Dawn enquanto se aproxima de Ceres, incluindo uma de 19 de fevereiro de 2015, também mostram a montanha, embora pouco clara e quase indecifrável.